# VM i ishockey 1993
Verdensmesterskabet i ishockey 1993 var det 57. VM i ishockey, arrangeret af IIHF. Der var tilmeldt 38 hold, hvoraf 37 deltog i mesterskabet – fem hold flere end den hidtidige deltagerrekord fra VM 1992, og det skyldtes hovedsageligt, at opbruddet i Østeuropa medførte, at mange nye hold ønskede at deltage i VM. Fra det tidligere Jugoslavien debuterede Slovenien og Kroatien som deltagere ved VM. Fra det tidligere Sovjetunionen havde Rusland allerede året før overtaget den gamle nations plads i A-gruppen, og dette år fulgte de tidligere sovjetrepublikker Estland, Letland, Litauen, Hviderusland, Ukraine og Kasakhstan efter.
Det høje deltagerantal betød omfattende ændringer i forbindelse med afviklingen af de lavere rækker, bl.a. besluttede IIHF midlertidigt at udvide den tredjebedste række (C-VM) fra seks til tolv hold. Turneringen fik deltagelse af de fem hold, der egentlig var kvalificeret til C-VM på baggrund af resultaterne fra året før på nær Jugoslavien, der egentlig var rykket ned fra B-gruppen, men som på grund af landets rolle i den igangværende borgerkrig var udelukket af den internationale boykot. Dertil kom oprykkeren fra C2-gruppen, Spanien, samt Sydafrika, der som nr. 2 i C2-gruppen året før ekstraordinært rykkede op for at overtage Jugoslaviens plads. De øvrige tilmeldte nationer spillede kvalifikation i fire geografisk opdelte grupper om de sidste fem pladser i C-gruppen. De fire gruppevindere samt toeren fra SNG-gruppen kvalificerede sig til C-VM.
Mesterskabet blev altså afviklet i tre niveauer som A-, B- og C-VM med en forudgående kvalifikation til C-VM. De tolv bedste hold spillede om A-VM, de otte næste hold spillede om B-VM, mens C-VM som nævnt havde deltagelse af tolv hold.
A-VM i München og Dortmund, Tyskland i perioden 18. april – 2. maj 1993.
B-VM i Eindhoven, Holland i perioden 25. marts – 4. april 1993.
C-VM i Ljubljana og Bled, Slovenien i perioden 12. – 21. marts 1993.
Kvalifikation til C-VM i fire geografisk opdelte grupper i perioden 6. – 8. november 1992.
Efter Tjekkoslovakiets opdeling den 1. januar 1993 blev landets plads i A-gruppen dette år overtaget af Tjekkiet [Czech Republic]. Den anden del af det gamle Tjekkoslovakiet, nemlig Slovakiet [Slovakia] kom først med i VM sammenhæng i 1994, hvor de fik et wild-card til at spille direkte i C-1 gruppen i C-Verdensmesterskabet [på grund af holdets samlet styrke da det var Tjekkoslovakiets ishockeylandshold [I de sidste 30 år af Tjekkoslovakiets tid før de blev til Tjekkiet & Slovakiet, hvilke er perioden 1963-1992 der har de vundet 22 Podiumpladser i VM og 6 podiumpladser i OL], så måske er det derfor at den første del af Tjekkoslovakiets Ishockeylandshold, nemlig Tjekkiets Ishockeylandshold [Czech Republic ice hockey team] fik direkte adgang til A-Verdensmesterskabet [Tjekkiets Is-hockeylandshold har da også "kvitteret" for dette ved at i den næste 20-årig periode [1993-2012] at vinde 1 Guld og 1 Bronze i OL, samt 6 Guld, 1 Sølv og 5 Bronze Verdensmesterskab sammenhæng, i samme periode har Slovakiets Ishockeylandshold vundet 1 Guld, 1 Sølv og 1 Bronze Verdensmesterskab sammenhæng].
Ny verdensmester blev Rusland, der i finalen vandt 3-1 over de forsvarende verdensmestre fra Sverige. Det var Ruslands første VM-guld som selvstændig nation, men hvis man medregner Sovjetunionens 22 VM-titler, blev denne altså den 23. Bronzemedaljerne gik til Tjekkiet, som i bronzekampen vandt 5-1 over Canada. Den største overraskelse stod Schweiz for. Alpelandet kunne ikke følge op på den flotte fjerdeplads fra året før og endte på 12.- og sidstepladsen, hvilket medførte nedrykning til B-gruppen.
| A-VM 1993 | A-VM 1993 |
| --------- | --------- |
| Guld      | Rusland   |
| Sølv      | Sverige   |
| Bronze    | Tjekkiet  |
| 4.        | Canada    |
| 5.        | Tyskland  |
| 6.        | USA       |
| 7.        | Finland   |
| 8.        | Italien   |
| 9.        | Østrig    |
| 10.       | Frankrig  |
| 11.       | Norge     |
| 12.       | Schweiz   |

| B-VM 1993 | B-VM 1993      |
| --------- | -------------- |
| 13.       | Storbritannien |
| 14.       | Polen          |
| 15.       | Holland        |
| 16.       | Danmark        |
| 17.       | Japan          |
| 18.       | Rumænien       |
| 19.       | Kina           |
| 20.       | Bulgarien      |

| C-VM 1993 | C-VM 1993  |
| --------- | ---------- |
| 21.       | Letland    |
| 22.       | Ukraine    |
| 23.       | Kasakhstan |
| 24.       | Slovenien  |
| 25.       | Ungarn     |
| 26.       | Nordkorea  |
| 27.       | Australien |
| 28.       | Belgien    |
| 29.       | Sydkorea   |
| 30.       | Spanien    |
| 31.       | Israel     |
| 32.       | Sydafrika  |

| Udslået i kval. til C-VM 1993 | Udslået i kval. til C-VM 1993 |
| ----------------------------- | ----------------------------- |
| Estland                       |                               |
| Grækenland                    |                               |
| Hviderusland                  |                               |
| Kroatien                      |                               |
| Litauen                       |                               |
| Luxembourg                    |                               |
| Tyrkiet                       |                               |

| Sport | Spire Denne artikel om sport er en spire som bør udbygges. Du er velkommen til at hjælpe Wikipedia ved at udvide den. |